# شريف أباد (خوي)
شريف أباد هي قرية في مقاطعة خوي، إيران. يقدر عدد سكانها بـ 32 نسمة بحسب إحصاء 2016.